# NF-Board
La NF-Board (in inglese, New Football Federations-Board; ufficiosamente in francese, Nouvelle Fédération-Board) è una federazione internazionale di calcio fondata nel 2003, alla quale sono affiliate le rappresentative di territori, entità quasi-statali non completamente indipendenti o non riconosciuti, dipendenze e minoranze etniche non affiliate alla FIFA.
Attiva primariamente fra il 2006 e il 2012, è stata l'organizzatrice della Coppa del mondo VIVA. A partire dal 2013, il Board ha sostanzialmente interrotto le proprie attività, nonostante un breve tentativo di rilancio nel 2017.

## Storia
Il NF-Board fu fondato il 12 dicembre 2003 a Bruxelles, con l'obiettivo di «essere complementare» all'attività della FIFA, «rappresentando una sorta di "sala d'aspetto" prima di attraversare l'ingresso principale». Fra i fondatori del Board, c'è anche Luc Misson, avvocato dell'ex-calciatore belga Jean-Marc Bosman.
Il primo torneo organizzato dal NF-Board fu la Coppa del mondo VIVA 2006, organizzata a Hyères (Francia), che vide la partecipazione delle rappresentative di Lapponia, Monaco, Occitania e Camerun meridionale. La manifestazione è poi proseguita con edizioni nel 2008 in Lapponia, nel 2009 in Italia settentrionale, nel 2010 a Gozo (Malta) e nel 2012 nel Kurdistan iracheno.
Nel gennaio 2011, Renzo Bossi fu nominato responsabile e delegato NF-Board per l'Europa.
A partire dal 2013, l'attività della NF-Board si è sostanzialmente interrotta, a causa di dissidi interni e accuse di appropriazione indebita rivolte all'allora presidente Christian Michelis. Alcuni dei membri, fra cui l'ex-arbitro svedese Per-Anders Blind, decisero di dimettersi dall'associazione e fondare la Confederation of Independent Football Associations.
Nel maggio 2017, furono annunciati il rilancio delle attività organizzative, un potenziale spostamento della sede a Vichy (Francia) e l'organizzazione di due tornei, uno europeo maschile e uno mondiale femminile, che si sarebbero dovuti tenere rispettivamente a dicembre 2017 e giugno 2018. Già a dicembre dello stesso anno, tuttavia, le autorità di Vichy avevano comunicato che le trattative con l'NF-Board si erano interrotte da tempo e che non si sarebbe tenuto alcun torneo.

## Controversie
Nel 2006, la prima Coppa del Mondo VIVA era inizialmente prevista a Cipro del Nord, dopo che il Consiglio di Amministrazione della NF aveva approvato una visita di ricognizione. Da allora si sono verificati cambiamenti politici in questo territorio, con ripercussioni per la Associazione calcistica di Cipro del Nord · . Cipro del Nord non ammette più di ospitare alcune federazioni calcistiche, il Comitato di Emergenza della Federazione Calcistica di Cipro del Nord decide di annullare l'edizione prevista e di trasferire la competizione a Hyères in Francia. In risposta, la Federazione Calcistica di Cipro del Nord ha annunciato l'organizzazione della Template:Link e ha promesso di coprire le spese di viaggio dei partecipanti. La competizione sarà vinta dalla nazionale di Cipro del Nord.

Nel 2010, la Federcalcio monegasca lasciò la NF-Board. L'allora capitano della squadra, Yohan Garino, spiegò: 
.
Nel 2013, l'NF-Board cessò le sue attività a causa di disaccordi interni e accuse di appropriazione indebita contro l'allora presidente. Alcuni membri decisero di dimettersi dall'NF-Board e fondarono un'altra organizzazione: .
Nel 2017, Paul Watson (allenatore di calcio) ha dichiarato in un'intervista alla rivista These Football Times: "Quando ha iniziato a lavorare con il suo amico Matt Conrad, a Watson è stata data l'opportunità di entrare a far parte del New Federation Board (NF-Board). L'NF-Board era un'organizzazione che rappresentava i non membri della FIFA e offriva loro l'opportunità di partecipare alla propria versione ufficiale della Coppa del Mondo. Aveva anche il fascino di essere un gruppo di supporto per le nazioni di seconda divisione e per le sfavorite. Tuttavia, dopo aver scoperto che l'NF-Board non gli aveva offerto alcun sostegno finanziario durante il suo mandato da allenatore, Watson decise di non compilare i moduli di iscrizione, e anche voci allarmistiche contribuirono a questa decisione. "Quando ero a Pohnpei, l'unica organizzazione non FIFA era l'NF-Board. Sebbene avessero organizzato alcune Coppe del Mondo davvero impressionanti, come la Coppa del Mondo VIVA per squadre non FIFA, quando ero a Pohnpei, erano diventati meno attivi e le loro comunicazioni non erano molto convincenti. 
Sembrava che volessero Pohnpei nella loro lista solo per il gusto di inserirla, quindi non ci siamo mai iscritti. Nonostante ciò, l'NF-Board continua a elencare Pohnpei e Yap, sebbene nessuno sull'isola abbia mai parlato con loro." ·  ·  ·  · .

## Membri
Al 22 aprile 2017, la NF-Board dichiarava di contare 51 membri, di cui 26 associati e 4 "storici". La presenza di Pohnpei e Yap fra i membri associati è stata però contestata dall'ex allenatore della selezione di Pohnpei, Paul Watson, il quale ha dichiarato a più riprese che nessuna delle due selezioni ha mai aderito ufficialmente all'associazione.
Europa (26)
- Bassa Sassonia meridionale[24]
- Cecenia[24]
- Cilento[25]
- Cipro del Nord[26]
- Cosacchi[26]
- Due Sicilie[25]
- Fiume[25]
- Franconia[26]
- Gagauzia[25]
- Gozo[25]
- Isole di Hyères[24]
- Labaj[25]
- Lapponia[26]
- Monaco[26]
- Occitania[26]
- Padania[25]
- Provenza[25]
- Rezia[26]
- Romanì[25]
- Sardegna[24]
- Saugeais[25]
- Scania[26]
- Sealand[25]
- Seborga[25][27]
- Terra dei Siculi[26]
- Vallonia[25]

Africa (9)
- Ambazonia[25]
- Casamance[26]
- Darfur[26]
- Fulani[25]
- Isole Chagos[26]
- Masai[25]
- Sahara Occidentale[26]
- Somaliland[26]
- Zanzibar[26]

Asia (7)
- Aramea[26]
- Himalaya[25]
- Kurdistan[26]
- Molucche meridionali[25]
- Papua occidentale[25]
- Tamil Eelam[25]
- Tibet[26]

America (3)
- Cascadia[26][28]
- Groenlandia[26]
- Indie occidentali[25]

Oceania (4)
- Isola di Pasqua[25]
- Kiribati[26]
- Pohnpei[25][9][23]
- Yap[25][9][23]

Membri speciali (2)
- Selezione apolidi[25]
- Selezione esperantista[25]